# Baldwin-Hills-Speicher
Koordinaten: 34° 0′ 29″ N, 118° 21′ 49″ W

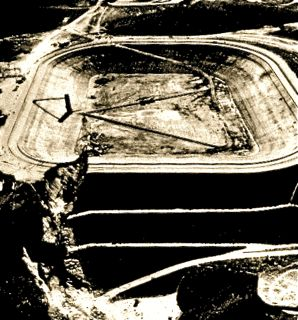
Baldwin-Hills-Speicher im Jahr 1963 nach dem Dammbruch

Der Baldwin-Hills-Speicher war ein Wasserspeicher in Baldwin Hills bei Los Angeles im US-Bundesstaat Kalifornien. Er brach im Dezember 1963 und erzeugte eine Flutwelle, die 15 Meter hoch gewesen sein soll und 50 Mio. US-Dollar Schaden verursachte. Es gab fünf bis acht Todesopfer.
Das rechteckige Becken war 1951 gebaut worden. Es war etwa 260 mal 305 m groß und hatte einen Ringdamm von ca. 40 m Höhe. Nach ICOLD war er sogar 80 m hoch, nach Flemming (siehe unten) 70 m. Die Oberfläche war innen mit Asphaltbeton abgedichtet. Darunter war eine Drainageschicht. Der Beckeninhalt betrug 1,1 Millionen m³, davon sind 200 Mio. Gallonen (=756.000 m³) oder sogar 930.000 m³ ausgelaufen.
Im Untergrund gab es mehrere geologische Störungen, die aber bekannt waren. Aufgrund von Erdbeben, Grundwasserabsenkung und Erdölförderung in der Nähe senkte sich der Boden ab. Rund 800 m neben dem Becken gab es eine Setzungsmulde mit 3 m Tiefe, die im Laufe von 50 Jahren entstanden war. Direkt am Becken waren die Setzungen jedoch nur 3 cm tief.
Am 14. Dezember 1963, einem Samstag, brach der Damm im Laufe von mehreren Stunden. Zunächst bemerkte der Staumeister vormittags um 11:15 Uhr schlammiges Sickerwasser an den Drainagen, dann stark sprudelnde Sohlendrainagen. Man versuchte ab 12:20 Uhr, den Speicher zu entleeren. Es bildeten sich jedoch zu schnell Risse an verschiedenen Stellen, die schließlich etwa um 15:00 Uhr zu einer Bresche und zum Auslaufen führten. Flemming gibt die Breite des Risses mit 23 m und seine Höhe mit 27 m an. Die Flutwelle war nach drei bis vier Stunden abgelaufen; nach Flemming dauerte der Abfluss nur 77 Minuten. Die maximale Abflussmenge betrug 120 m³/s.
Sechs Stunden vor dem Bruch sollen die Unterlieger gewarnt worden sein, so dass sie das gefährdete Gebiet verlassen konnten. (Diese Zeit passt allerdings nicht zu den obigen Uhrzeitangaben; sie können frühestens etwa um 12:00 gewarnt worden sein.) Dennoch gab es mindestens fünf Todesopfer. 41 Häuser wurden zerstört und 984 beschädigt. Der Sachschaden betrug nach Flemming 50 Millionen DM (statt Dollar).
Es wurde später festgestellt, dass die Drainagen durch Bewegungen an den Störungen gebrochen waren. Das Wasser lief nach unten aus und versickerte im Untergrund, wodurch Erosionen entstanden, ein Effekt, der Piping genannt wird. Schließlich wurde auch die Asphaltbetondichtung durch Bewegungen an den Störungen zerrissen.
Der Damm wurde nicht wieder aufgebaut. Man hat aus dem Gelände die Kenneth Hahn State Recreation Area gemacht.